# Tiiu Nurmberg
 Tiiu Nurmberg (Pointe-Claire, 5 januari 1982) is een Estische voormalige alpineskiester van Canadese oorsprong. Ze nam tweemaal deel aan de Olympische Winterspelen, maar behaalde geen medaille.

## Carrière
Nurmberg maakte haar wereldbekerdebuut in februari 2006 tijdens de reuzenslalom in Ofterschwang. Ze behaalde nog nooit punten in een wereldbekermanche.
In 2006, in Turijn, was ze van de partij op de Olympische Spelen. Ze eindigde 34e op de reuzenslalom. Op de Olympische Winterspelen 2010 in Vancouver nam ze opnieuw deel aan de slalom en de reuzenslalom. Op de slalom eindigde ze 42e.

## Resultaten

### Wereldkampioenschappen
| Jaar | Plaats | Resultaten                              |
| ---- | ------ | --------------------------------------- |
| 2005 | Bormio | 38eSuper-G 52e Reuzenslalom DSQ1 Slalom |
| 2007 | Åre    | 48e Reuzenslalom DNF1 Slalom            |

### Olympische Spelen
| Jaar | Plaats    | Resultaten                   |
| ---- | --------- | ---------------------------- |
| 2006 | Turijn    | 34e Reuzenslalom 44e Slalom  |
| 2010 | Vancouver | 42e Slalom DNF1 Reuzenslalom |